# Liste der Nummer-eins-Hits in Australien (1983)
Diese Liste enthält alle Nummer-eins-Hits in Australien im Jahr 1983. Grundlage sind die Top 50 der australischen Charts der ARIA. Es gab in diesem Jahr 13 Nummer-eins-Singles und 21 Nummer-eins-Alben.

## Singles
| ← 1982 ← | Liste der Nummer-eins-Hits in Australien | Liste der Nummer-eins-Hits in Australien | Liste der Nummer-eins-Hits in Australien                                                                    | 1984 → |
| \| Zeitraum \| Wo. ges. \| Interpret \| Titel Autor(en) \| Zusätzliche Informationen \| \| (Zeitraum, Wochen auf Platz eins, Interpret, Titel, Autor[en], zusätzliche Informationen) \| \| \| \| \| \| ----------------------------------------------------------------------------------------- \| -------- \| ---------------------------- \| ----------------------------------------------------------------------------------------------------------- \| --------------------------------------------------------------------------------------------------------------------------------------------------------------------------------------------------------------------------------------------------------------------------------------------------------- \| \| 27. Dezember 1982 – 6. Februar 1983 6 Wochen \| 6 \| Culture Club \| Do You Really Want to Hurt Me Michael Emile Craig, Roy Ernest Hay, Jonathan Aubrey Moss, George Alan O’Dowd \| – \| \| 7. Februar 1983 – 27. März 1983 7 Wochen \| 7 \| Laura Branigan \| Gloria Giancarlo Bigazzi, Umberto Tozzi; englischer Text: Trevor Veitch \| – \| \| 28. März 1983 – 10. April 1983 2 Wochen \| 2 \| Joe Cocker & Jennifer Warnes \| Up Where We Belong Jack Nitzsche, Buffy Sainte-Marie, Will Jennings \| – \| \| 11. April 1983 – 15. Mai 1983 5 Wochen \| 5 \| Michael Jackson \| Billie Jean Michael Joe Jackson, Bernard Belle, Teddy Riley, Rod Temperton \| – \| \| 16. Mai 1983 – 29. Mai 1983 2 Wochen \| 2 \| Redgum \| I Was Only 19 (A Walk in the Light Green) John Lewis Schumann \| – \| \| 30. Mai 1983 – 10. Juli 1983 6 Wochen \| 6 \| Bonnie Tyler \| Total Eclipse of the Heart Jim Steinman \| – \| \| 11. Juli 1983 – 14. August 1983 5 Wochen (insgesamt 7) \| 7 \| Irene Cara \| Flashdance … What a Feeling Musik: Giorgio Moroder; Text: Keith Forsey, Irene Cara \| – \| \| 15. August 1983 – 21. August 1983 1 Woche (insgesamt 8) \| 8 \| Austen Tayshus \| Australiana William Russel Birmingham \| Die Single ist kein Lied, sondern eine Comedy-Nummer voll mit Wortspielen zu australischen Tier-, Ortsnamen und anderen Begriffen. Geschrieben wurde sie vom Comedy-Kollegen Bill Birmingham, auch bekannt als The Twelfth Man. Sie ist die bestverkaufte Single der australischen Chartgeschichte.[1][2] \| \| 22. August 1983 – 4. September 1983 2 Wochen (insgesamt 7) \| 7 \| Irene Cara \| Flashdance … What a Feeling Musik: Giorgio Moroder; Text: Keith Forsey, Irene Cara \| – \| \| 5. September 1983 – 23. Oktober 1983 7 Wochen (insgesamt 8) \| 8 \| Austen Tayshus \| Australiana William Russel Birmingham \| – \| \| 24. Oktober 1983 – 27. November 1983 5 Wochen \| 5 \| Culture Club \| Karma Chameleon George Alan O’Dowd, Jonathan Aubrey Moss, Michael Emile Craig, Roy Ernest Hay \| – \| \| 28. November 1983 – 4. Dezember 1983 1 Woche \| 1 \| Australian Crawl \| Reckless (Don’t Be So) James Michael Reyne \| – \| \| 5. Dezember 1983 – 11. Dezember 1983 1 Woche \| 1 \| Billy Joel \| Uptown Girl Billy Joel \| – \| \| 12. Dezember 1983 – 18. Dezember 1983 1 Woche \| 1 \| Kenny Rogers & Dolly Parton \| Islands in the Stream Barry Alan Gibb, Maurice Ernest Gibb, Robin Hugh Gibb \| – \| \| 20. Dezember 1983 – 29. Januar 1984 6 Wochen \| 6 \| Lionel Richie \| All Night Long (All Night) Lionel B. Richie Jr. \| – \| |                                          |                                          | | |
| ← 1982 |                                          |                                          | | → 1984 → |
| Zeitraum | Wo. ges.                                 | Interpret                                | Titel Autor(en)                                                                                             | Zusätzliche Informationen |
| (Zeitraum, Wochen auf Platz eins, Interpret, Titel, Autor[en], zusätzliche Informationen) |                                          |                                          | | |
| 27. Dezember 1982 – 6. Februar 1983 6 Wochen | 6                                        | Culture Club                             | Do You Really Want to Hurt Me Michael Emile Craig, Roy Ernest Hay, Jonathan Aubrey Moss, George Alan O’Dowd | – |
| 7. Februar 1983 – 27. März 1983 7 Wochen | 7                                        | Laura Branigan                           | Gloria Giancarlo Bigazzi, Umberto Tozzi; englischer Text: Trevor Veitch                                     | – |
| 28. März 1983 – 10. April 1983 2 Wochen | 2                                        | Joe Cocker & Jennifer Warnes             | Up Where We Belong Jack Nitzsche, Buffy Sainte-Marie, Will Jennings                                         | – |
| 11. April 1983 – 15. Mai 1983 5 Wochen | 5                                        | Michael Jackson                          | Billie Jean Michael Joe Jackson, Bernard Belle, Teddy Riley, Rod Temperton                                  | – |
| 16. Mai 1983 – 29. Mai 1983 2 Wochen | 2                                        | Redgum                                   | I Was Only 19 (A Walk in the Light Green) John Lewis Schumann                                               | – |
| 30. Mai 1983 – 10. Juli 1983 6 Wochen | 6                                        | Bonnie Tyler                             | Total Eclipse of the Heart Jim Steinman                                                                     | – |
| 11. Juli 1983 – 14. August 1983 5 Wochen (insgesamt 7) | 7                                        | Irene Cara                               | Flashdance … What a Feeling Musik: Giorgio Moroder; Text: Keith Forsey, Irene Cara                          | – |
| 15. August 1983 – 21. August 1983 1 Woche (insgesamt 8) | 8                                        | Austen Tayshus                           | Australiana William Russel Birmingham                                                                       | Die Single ist kein Lied, sondern eine Comedy-Nummer voll mit Wortspielen zu australischen Tier-, Ortsnamen und anderen Begriffen. Geschrieben wurde sie vom Comedy-Kollegen Bill Birmingham, auch bekannt als The Twelfth Man. Sie ist die bestverkaufte Single der australischen Chartgeschichte. |
| 22. August 1983 – 4. September 1983 2 Wochen (insgesamt 7) | 7                                        | Irene Cara                               | Flashdance … What a Feeling Musik: Giorgio Moroder; Text: Keith Forsey, Irene Cara                          | – |
| 5. September 1983 – 23. Oktober 1983 7 Wochen (insgesamt 8) | 8                                        | Austen Tayshus                           | Australiana William Russel Birmingham                                                                       | – |
| 24. Oktober 1983 – 27. November 1983 5 Wochen | 5                                        | Culture Club                             | Karma Chameleon George Alan O’Dowd, Jonathan Aubrey Moss, Michael Emile Craig, Roy Ernest Hay               | – |
| 28. November 1983 – 4. Dezember 1983 1 Woche | 1                                        | Australian Crawl                         | Reckless (Don’t Be So) James Michael Reyne                                                                  | – |
| 5. Dezember 1983 – 11. Dezember 1983 1 Woche | 1                                        | Billy Joel                               | Uptown Girl Billy Joel                                                                                      | – |
| 12. Dezember 1983 – 18. Dezember 1983 1 Woche | 1                                        | Kenny Rogers & Dolly Parton              | Islands in the Stream Barry Alan Gibb, Maurice Ernest Gibb, Robin Hugh Gibb                                 | – |
| 20. Dezember 1983 – 29. Januar 1984 6 Wochen | 6                                        | Lionel Richie                            | All Night Long (All Night) Lionel B. Richie Jr.                                                             | – |

## Alben
| ← 1982 ← | Liste der Nummer-eins-Hits in Australien | Liste der Nummer-eins-Hits in Australien | Liste der Nummer-eins-Hits in Australien | 1984 →                    |
| \| Zeitraum \| Wo. ges. \| Interpret \| Titel \| Zusätzliche Informationen \| \| (Zeitraum, Wochen auf Platz eins, Interpret, Titel, zusätzliche Informationen) \| \| \| \| \| \| ------------------------------------------------------------------------------ \| -------- \| -------------------------- \| -------------------------- \| ------------------------- \| \| 11. Oktober 1982 – 16. Januar 1983 14 Wochen (insgesamt 15) \| 15 \| Dire Straits \| Love over Gold \| – \| \| 17. Januar 1983 – 20. Februar 1983 5 Wochen \| 5 \| John Lennon \| The John Lennon Collection \| – \| \| 21. Februar 1983 – 27. Februar 1983 1 Woche \| 1 \| The Carpenters \| The Carpenters \| – \| \| 28. Februar 1983 – 13. März 1983 2 Wochen \| 2 \| Olivia Newton-John \| Greatest Hits Vol. 3 \| – \| \| 14. März 1983 – 3. April 1983 3 Wochen \| 3 \| Cliff Richard \| 25 Years of Gold \| – \| \| 4. April 1983 – 10. April 1983 1 Woche \| 1 \| Toto \| Toto IV \| – \| \| 11. April 1983 – 17. April 1983 1 Woche (insgesamt 15) \| 15 \| Dire Straits \| Love over Gold \| – \| \| 18. April 1983 – 24. April 1983 1 Woche \| 1 \| (Verschiedene Interpreten) \| Go for It \| – \| \| 25. April 1983 – 1. Mai 1983 1 Woche \| 1 \| David Bowie \| Let’s Dance \| – \| \| 2. Mai 1983 – 15. Mai 1983 2 Wochen \| 2 \| Men at Work \| Cargo \| – \| \| 16. Mai 1983 – 12. Juni 1983 4 Wochen \| 4 \| (Verschiedene Interpreten) \| 1983 The Hot Ones \| – \| \| 13. Juni 1983 – 19. Juni 1983 1 Woche (insgesamt 11) \| 11 \| Michael Jackson \| Thriller \| – \| \| 20. Juni 1983 – 26. Juni 1983 1 Woche \| 1 \| The Beatles \| The Number Ones \| – \| \| 27. Juni 1983 – 10. Juli 1983 2 Wochen (insgesamt 11) \| 11 \| Michael Jackson \| Thriller \| – \| \| 11. Juli 1983 – 31. Juli 1983 3 Wochen \| 3 \| The Police \| Synchronicity \| – \| \| 1. August 1983 – 21. August 1983 3 Wochen \| 3 \| (Verschiedene Interpreten) \| Keep On Dancing \| – \| \| 22. August 1983 – 11. September 1983 3 Wochen \| 3 \| (Soundtrack) \| Flashdance \| – \| \| 12. September 1983 – 25. September 1983 2 Wochen \| 2 \| (Verschiedene Interpreten) \| The Breakers ’83 \| – \| \| 26. September 1983 – 2. Oktober 1983 1 Woche \| 1 \| Air Supply \| Greatest Hits \| – \| \| 3. Oktober 1983 – 23. Oktober 1983 3 Wochen \| 3 \| Joe Cocker \| The Best of Joe Cocker \| – \| \| 24. Oktober 1983 – 27. November 1983 5 Wochen (insgesamt 7) \| 7 \| Culture Club \| Colour by Numbers \| – \| \| 28. November 1983 – 18. Dezember 1983 3 Wochen \| 3 \| (Verschiedene Interpreten) \| 1983 … Summer Breaks \| – \| \| 19. Dezember 1983 – 22. Januar 1984 5 Wochen \| 5 \| (Verschiedene Interpreten) \| Thru the Roof ’83 \| – \| |                                          |                                          |                                          |                           |
| ← 1982 |                                          |                                          |                                          | → 1984 →                  |
| Zeitraum | Wo. ges.                                 | Interpret                                | Titel                                    | Zusätzliche Informationen |
| (Zeitraum, Wochen auf Platz eins, Interpret, Titel, zusätzliche Informationen) |                                          |                                          |                                          |                           |
| 11. Oktober 1982 – 16. Januar 1983 14 Wochen (insgesamt 15) | 15                                       | Dire Straits                             | Love over Gold                           | –                         |
| 17. Januar 1983 – 20. Februar 1983 5 Wochen | 5                                        | John Lennon                              | The John Lennon Collection               | –                         |
| 21. Februar 1983 – 27. Februar 1983 1 Woche | 1                                        | The Carpenters                           | The Carpenters                           | –                         |
| 28. Februar 1983 – 13. März 1983 2 Wochen | 2                                        | Olivia Newton-John                       | Greatest Hits Vol. 3                     | –                         |
| 14. März 1983 – 3. April 1983 3 Wochen | 3                                        | Cliff Richard                            | 25 Years of Gold                         | –                         |
| 4. April 1983 – 10. April 1983 1 Woche | 1                                        | Toto                                     | Toto IV                                  | –                         |
| 11. April 1983 – 17. April 1983 1 Woche (insgesamt 15) | 15                                       | Dire Straits                             | Love over Gold                           | –                         |
| 18. April 1983 – 24. April 1983 1 Woche | 1                                        | (Verschiedene Interpreten)               | Go for It                                | –                         |
| 25. April 1983 – 1. Mai 1983 1 Woche | 1                                        | David Bowie                              | Let’s Dance                              | –                         |
| 2. Mai 1983 – 15. Mai 1983 2 Wochen | 2                                        | Men at Work                              | Cargo                                    | –                         |
| 16. Mai 1983 – 12. Juni 1983 4 Wochen | 4                                        | (Verschiedene Interpreten)               | 1983 The Hot Ones                        | –                         |
| 13. Juni 1983 – 19. Juni 1983 1 Woche (insgesamt 11) | 11                                       | Michael Jackson                          | Thriller                                 | –                         |
| 20. Juni 1983 – 26. Juni 1983 1 Woche | 1                                        | The Beatles                              | The Number Ones                          | –                         |
| 27. Juni 1983 – 10. Juli 1983 2 Wochen (insgesamt 11) | 11                                       | Michael Jackson                          | Thriller                                 | –                         |
| 11. Juli 1983 – 31. Juli 1983 3 Wochen | 3                                        | The Police                               | Synchronicity                            | –                         |
| 1. August 1983 – 21. August 1983 3 Wochen | 3                                        | (Verschiedene Interpreten)               | Keep On Dancing                          | –                         |
| 22. August 1983 – 11. September 1983 3 Wochen | 3                                        | (Soundtrack)                             | Flashdance                               | –                         |
| 12. September 1983 – 25. September 1983 2 Wochen | 2                                        | (Verschiedene Interpreten)               | The Breakers ’83                         | –                         |
| 26. September 1983 – 2. Oktober 1983 1 Woche | 1                                        | Air Supply                               | Greatest Hits                            | –                         |
| 3. Oktober 1983 – 23. Oktober 1983 3 Wochen | 3                                        | Joe Cocker                               | The Best of Joe Cocker                   | –                         |
| 24. Oktober 1983 – 27. November 1983 5 Wochen (insgesamt 7) | 7                                        | Culture Club                             | Colour by Numbers                        | –                         |
| 28. November 1983 – 18. Dezember 1983 3 Wochen | 3                                        | (Verschiedene Interpreten)               | 1983 … Summer Breaks                     | –                         |
| 19. Dezember 1983 – 22. Januar 1984 5 Wochen | 5                                        | (Verschiedene Interpreten)               | Thru the Roof ’83                        | –                         |